# قانون إعادة تنظيم الأزهر
قانون رقم (301) لسنة 1961 هو قانون خاص بشأن إعادة تنظيم الأزهر والهيئات التي يشملها، وقد نتج عن هذا القانون عدد من التغييرات التي شملت الأزهر والمؤسسات التابعة له كجامعة الأزهر، وكان من أهمها إنشاء كليات تدرس فيها العلوم الحديثة ككلية الطب والصيدلة، بعد أن كانت جامعة الأزهر مقتصرة عل تدريس العلوم ذات الطابع الديني.

## روابط خارجية
- هنا نص القانون نسخة محفوظة 5 مارس 2022 على موقع واي باك مشين.